# Soziale Indikatoren
Soziale Indikatoren oder Sozialindikatoren sind Messinstrumente der Sozialwissenschaften, mit denen Lebensqualität, Gesamtzustand und Entwicklungsvorgänge einer Gesellschaft quantitativ ermittelt und mit anderen Gesellschaften verglichen werden.
Mit Sozialen Indikatoren sollen objektive Lebensbedingungen dargestellt und subjektive Zufriedenheit (Wohlergehen) ermittelt werden. Anwendungen liegen in der Sozialberichterstattung und der Begründung und Verbesserung wohlfahrtsorientierter politischer Planung. Im engeren Sinne sind sie Indikatoren zur Messung von Lebensqualität, im Unterschied zur rein ökonomischen Wohlfahrtsmessung durch das Bruttonationaleinkommen. Beispiele sind Lebenserwartung, Säuglingssterblichkeit, Analphabetenquote, Armutsquote, Eigenheimquote etc. Im weiteren Sinne sind es auch andere Messgrößen zur Beschreibung von Sozialstruktur, Sozialem Wandel und anderen als gesellschaftspolitisch wichtig erachteten Sachverhalten, z. B. Fertilitätsziffern.

## Begriffsklärung
Während der Begriff Indikator in den Sozialwissenschaften jede Messgröße zur Operationalisierung von theoretischen Begriffen bezeichnet, bezieht sich der Begriff Soziale Indikatoren (auch: Sozialindikatoren) auf spezielle Gruppen von Indikatoren. „Soziale Indikatoren“ unterscheiden sich also von anderen Indikatoren nur durch die Festlegung des Gegenstandsbereiches.

## Geschichte
Soziale Indikatoren gibt es, seit es Wirtschafts- und Sozialstatistik gibt, auch wenn die jetzige Bezeichnung dafür erst viel später geprägt wurde.
Seine Hochkonjunktur erlebte das Thema in den 1970er Jahren. Die Anregungen kamen von verschiedenen Seiten: In den Wirtschaftswissenschaften wurden zunehmend die Grenzen der Aussagekraft der Volkswirtschaftlichen Gesamtrechnung erkannt. Die Politik stellte das Konzept der Lebensqualität in den Vordergrund öffentlicher Diskussionen, die Soziologie erkannte ein Betätigungsfeld, das bis dahin nur unzureichend und wenig systematisch bearbeitet worden war.
Im Anschluss an die United Nations Conference on Environment and Development (Rio de Janeiro, 3.–14. Juni 1992) wurden Untersuchungen darüber angestellt, wie man Nachhaltigkeit messen kann. In Rio de Janeiro 1992 hatte man sich auf Druck der Entwicklungsländer darauf geeinigt, dass Nachhaltigkeit als ein Konstrukt aus Ökologie, Ökonomie und Sozialem zu sehen ist. In „Principle 8“ der Rio-Deklaration ist umschrieben, dass die Staaten für mehr Lebensqualität sorgen sollten. In Rio einigte man sich auf Maßnahmen und einen finanziellen Rahmen sowie Folgekonferenzen. 2003 legte die Weltbank einen Bericht („Nachhaltige Entwicklung in einer dynamischen Welt“) vor.
In Deutschland sind eine Reihe von Indikatorensystemen zur Bewertung des Fortschritts bei der Umsetzung der „Agenda 21“ formuliert worden. So zum Beispiel in Hamburg vom Zukunftsrat: H.E.I.N.Z. („Hamburger Entwicklungs – Indikatoren Zukunftsfähigkeit“). Mit 32 Nachhaltigkeitszielen, 48 Indikatoren und statistischen Zeitreihen hat der Zukunftsrat Hamburg die 10-Jahres-Entwicklung der Stadt in den Bereichen Wirtschaft, Umwelt, Soziales und Bürgerbeteiligung gemessen.
Das European System of Social Indicators wurde in der Anfangsphase über drei Jahre von der Europäischen Kommission im Rahmen des EuReporting-Projekts ("Towards a European System of Social Reporting and Welfare Measurement") finanziert. Daraus ist eine Serie von Arbeitspapieren veröffentlicht worden. Die Indikatoren decken die 27 EU-Mitgliedstaaten ab, sowie Norwegen, die Schweiz und als die wichtigsten Vergleichsländer Japan und die USA. Im Jahr 2011 fand eine europaweite Bevölkerungs-, Gebäude- und Wohnungszählung statt.

## Indikatorensysteme und deren Probleme
Gütekriterien sozialer Indikatoren sind Objektivität (Untersuchungsergebnisse sind unabhängig von Personen), Reliabilität (Zuverlässigkeit des Messinstrumentes) und Validität oder Gültigkeit (Zweckmäßigkeit):

### Gewichtungsproblem
Es werden Indikatoren eingesetzt, von denen man annimmt, dass sie Gleiches oder Ähnliches messen. Es besteht dann ein Bedarf an einem aggregierten Index als ’’Kernindikator’’. Die Gewichtung einzelner Indikatoren, um viele soziale Indikatoren zu einem zusammenzufassen, stellt sich als Aufgabe. Dieses kann unter anderem dadurch gelöst werden, dass eine faktorenanalytische Gewichtung erfolgt (empirische Ermittlung der Gewichtungsfaktoren). Sie kann auch nach Zweckmäßigkeitsgesichtspunkten erfolgen. Beispiele hierfür sind die Gewichtungen für "Nachhaltigkeit", indem man jede der drei Bereiche (Ökologie, Soziales, Ökonomie) gleich gewichtet. Kernindizes im sozialen Bereich konnten sich bisher in der Öffentlichkeit wenig durchsetzen.

### Auswahl sozialer Indikatoren
Zur empirischen Überprüfung von Hypothesen ist man in den Sozialwissenschaften häufig gezwungen auf die amtliche Statistik zurückzugreifen. Kosten und Zeitgründe spielen hier eine Rolle, sodass Praktikabilitätsgründe bei der Auswahl von sozialen I. vor optimaler, wünschenswerter Auswahl stehen. Hinzu kommen seit Ende der 70er Jahre Fragen des Datenschutzes (vgl. die neuere Diskussion hierüber bei Heike Wirth und Walter Müller).

### Theoretische und politische Begründung
Eine methodologische Reflexion, etwa auf der Basis der analytisch-empirischen Wissenschaftslehre, macht klar, dass Daten, Indikatoren, Begriffe, nomologische Hypothesen und Theorien ein voneinander untrennbares Ganzes darstellen (siehe: Holismus). Wer daraus einen Aspekt isoliert nimmt, verliert die Funktionstüchtigkeit seiner Vorgehensweise, zumindest wenn sein Programm beinhaltet: die Beschreibung, Erklärung und/oder Prognose der wirklich ablaufenden sozialen Prozesse.
Ähnlich wie bei der Volkswirtschaftlichen Gesamtrechnung wird daher oft der Ausweg in einer konventionellen Lösung, d. h. die Entscheidung für einen begriffliche Alternative oder Konzept qua Vereinbarung, gesehen. Doch wird damit das Problem lediglich verschoben. Wenn Konventionen nicht völlig willkürlich sein wollen, dann müssen sie sich an bestimmten sachlichen Kriterien festmachen lassen. 
Hinzu tritt noch das Problem der internationalen Vergleichbarkeit sozialer Kategorien und Datenerhebungen.
Ein weiteres grundsätzlich schwerwiegendes Problem tut sich durch den Anspruch von Anhängern des Projekts Sozialer Indikatoren dadurch auf, mit Hilfe der Sozialen Indikatoren entweder politische Zielvariable (den Output des politischen Systems) als eine Art Erfolgskontrolle der Regierungspolitik zu erfassen. Oder sie sollen eine kritische Funktion erfüllen, indem spezifische Defizite der Gesellschaft in manchen Problemfeldern geortet werden sollen. Davon eine Variante wäre eine Art Krisenfrüherkennungssystem (siehe: Modell).
In dieser Hinsicht wird die Problematik der empirischen Messung und Relevanz von Theorien noch potenziert dadurch, dass in der politischen Verwendung ein Bezug zu Werten und sozialen Normen mehr oder minder explizit gesucht und hergestellt wird. Solche Wertmaßstäbe lassen sich nicht allein aus empirischer Wissenschaft ableiten. 
Einen Versuch gab es mit den Primary Area Goals der OECD. Kritiker haben dabei die Auslassung von Zielbereichen moniert sowie die voraussehbare Uneinigkeit bei der weiteren Aufschlüsselung der allgemeinen Begrifflichkeiten betont. 